# أم القصور (درعا)
أم القصور قرية سورية تتبع ناحية المسمية في منطقة الصنمين في محافظة درعا. بلغ عدد سكانها 440 نسمة في عام 2004 حسب إحصاء المكتب المركزي للإحصاء.